# Galerucini
Tribu
Les Galerucini sont une tribu de coléoptères chrysomélidés, de la sous-famille des galérucinés (galéruques).

## Liste des genres
Selon Fauna Europaea (11 juillet 2013) :
- Arima
- Diorhabda
- Galeruca
- Galerucella
- Lochmaea
- Pyrrhalta
- Theone
- Xanthogaleruca

Selon Wikispecies (consulté le 7 janvier 2019) :

Acalymma - Adoxia - Afrocandezea - Afropachylepta - Agelastica - Agetocera - Allastena - Aplosonyx - Apophylia - Arcastes - Arima - Arthrotus - Aulacophora - Belarima - Bryantiella - Bryobates - Calomicrus - Cerophysa - Cneorane - Coronabrotica - Diorhabda - Diabrotica - Euliroetis - Euluperus - Exosoma - Falsoexosoma - Fleutiauxia - Galeruca - Galerucella - Gallerucida - Galerupipla - Haplosomoides - Hoplasoma - Hoplosaenidea - Hyphaenia - Leptomona - Lochmaea - Luperus - Madurasia - Malacotheria - Marseulia - Menippus - Metrioidea - Mimastra - Monolepta - Monoleptoides - Monoxia - Munina - Neolepta - Nymphius - Oides - Ootheca - Orthoneolepta - Paraneolepta - Paridea - Phyllobrotica - Pleronexis - Pyrrhalta - Rubrarcastes - Sermylassa - Stenoluperus - Taumacera - Taumaceroides - Theone - Theopea - Xanthogaleruca - Yunnaniata - Zischkaita
Selon ITIS (29 août 2014) :
- Brucita Wilcox, 1965
- Coraia H. Clark, 1865
- Derospidea Blake, 1931
- Diorhabda Weise, 1883
- Erynephala Blake, 1936
- Galeruca Geoffroy, 1762
- Galerucella Crotch, 1873
- Malacorhinus Jacoby, 1887
- Miraces Jacoby, 1888
- Monocesta H. Clark, 1865
- Monoxia J. L. LeConte, 1865
- Neogalerucella Chûjô, 1962
- Neolochmaea Laboissière, 1939
- Ophraea Jacoby, 1886
- Ophraella Wilcox, 1965
- Pyrrhalta Joannis, 1865
- Tricholochmaea Laboissière, 1932
- Trirhabda J. L. LeConte, 1865
- Xanthogaleruca Laboissière, 1934